# Aula Leopoldina

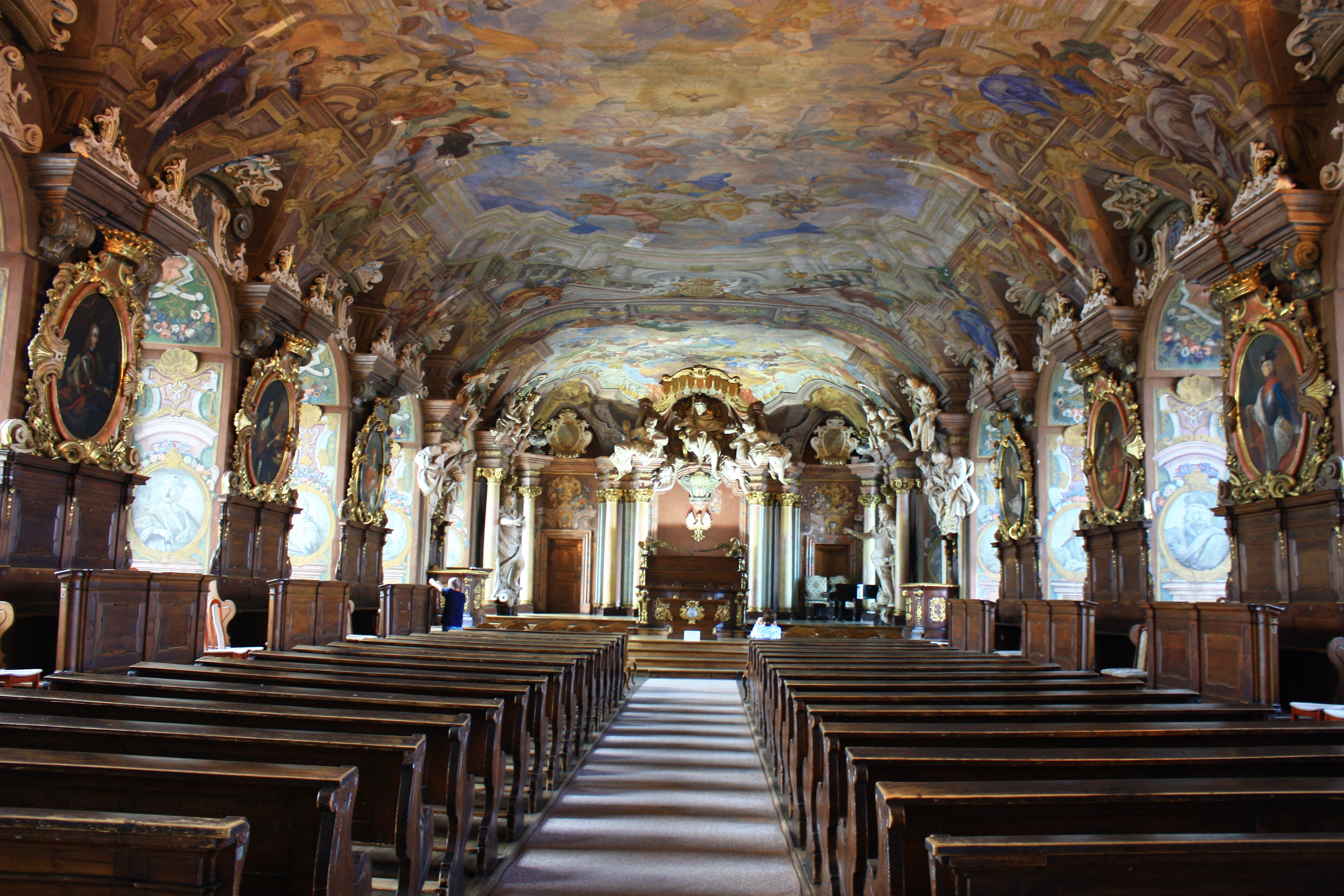
L'Aula Leopoldina

L'Aula Leopoldina è una camera interamente affrescata situata all'interno dell'Università di Breslavia, nel Voivodato della Bassa Slesia, in Polonia.

Costruita tra il 1731-1732 l'Aula Leopoldina costituisce il più grande interno barocco di tutta la Polonia e l'unico interno perfettamente conservato dell'antica Accademia Gesuita. 

È così chiamata in onore dell'imperatore Leopoldo I d'Asburgo fondatore dell'Università di Breslavia come proclamato nell'atto ufficiale da lui siglato nel 1702.
L'Aula Leopoldina viene ad oggi utilizzata nell'ambito di importanti cerimonie quali quella di apertura dell'anno accademico. La sua ottima acustica la rende inoltre, una sala da concerti perfetta.

## Storia

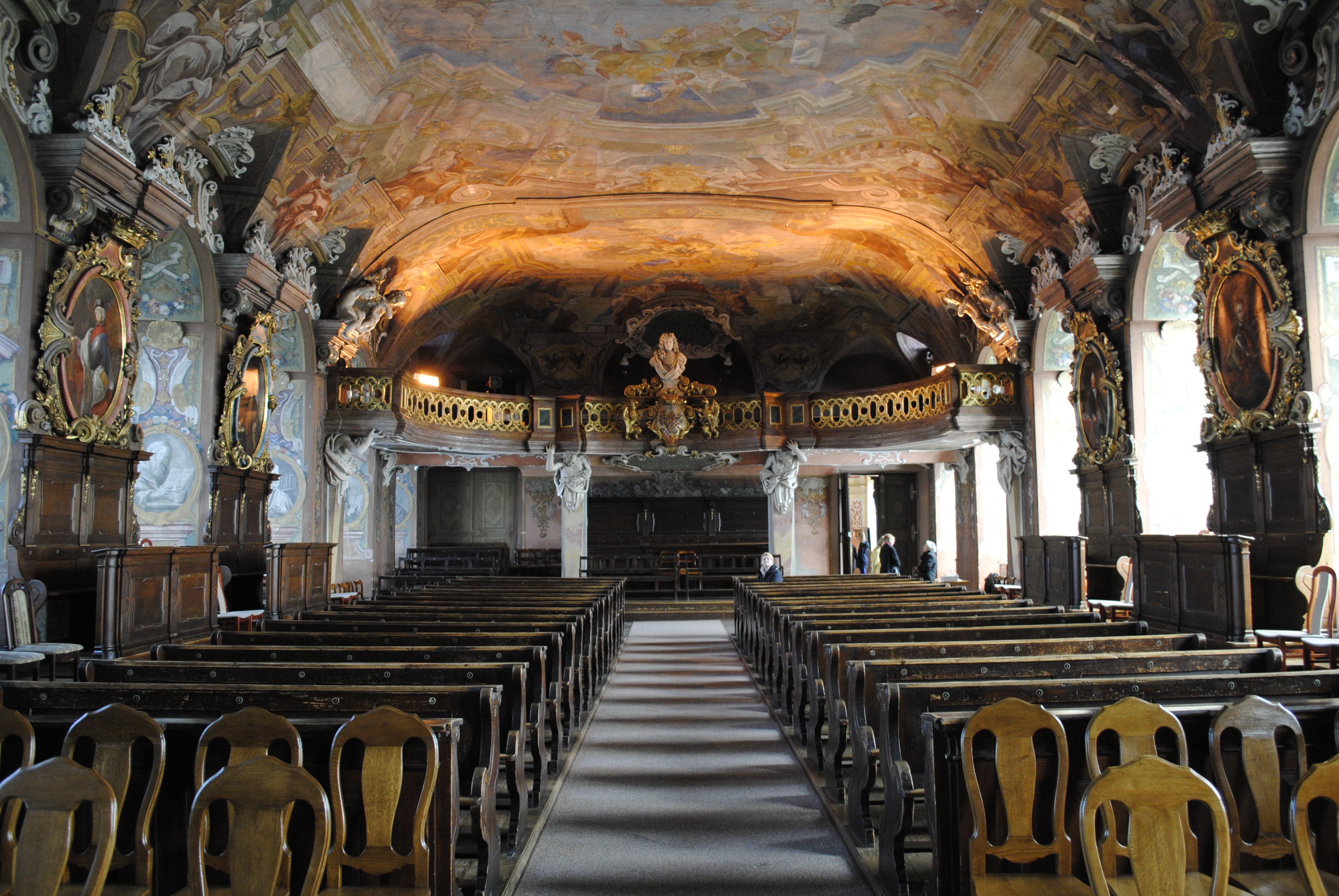

L'Aula Leopoldina è situata nell'ala Ovest dell'Università di Breslavia, al primo piano.

Il complesso architettonico dell'Università di Breslavia fu donato da Leopoldo I ai Gesuiti nel 1659. I padri fondatori Gesuiti arrivarono qui dopo la Guerra dei trent'anni (1618-1648) ma la fondazione dell'Accademia fu ostacolata dal consiglio cittadino Luterano. 

Breslavia era parte,all'epoca, di una delle più ricche province dell'Impero Asburgico. Grazie al contributo di Leopoldo I, nel 1702, fu inaugurata ufficialmente la prima università nel Voivodato di Slesia che prevedeva inizialmente solo due facoltà: teologia e filosofia.

I lavori di costruzione di una casa monastica, una scuola superiore ed un'università, cominciarono ufficialmente nel 1728 e terminarono nel 1742. Il progetto originale prevedeva più torri e un'ala Est più lunga ma a causa di numerosi incidenti e di una piena del fiume Odra il disegno non venne rispettato. Lo scoppio della guerra eliminò definitivamente ogni possibilità di ripresa dei lavori.

La cerimonia inaugurale dell'Aula Leopoldina ebbe luogo nel 1732. Il disegno degli interni dell'edificio originale è attribuito a Dominik Martinelli (1650-1718). La sua morte precoce fece sì che il progetto venisse affidato al gesuita Christoph Tausch, pupillo di Andrea Pozzo, famoso per i suoi trattati sulla pittura illusionistica, sulla prospettiva ed in particolare per il suo studio sulla quadratura. Neanche Tausch riuscì ad assistere al completamento dei lavori dell'Aula Leopoldina: morì infatti nel 1731.

Tausch fu però affiancato da un nutrito gruppo di artisti ed artigiani tra cui Franz Joseph Mangoldt (sculture), Johann Christoph Handke (dipinti sulla volta e sui pilastri, del 1732), Johann Karinger e Christoph Acher(lavori di muratura), Johann Anton Schatzel (stucchi), Ignac Albert Provisore (marmi), Georg Messe (dettagli metallici), Cristoph Hollandt (lavori di falegnameria e di intaglio del legno).

Strutturalmente l'Aula Leopoldina presenta una forma trapezoidale volta ad utilizzare al meglio lo spazio disponibile nel tentativo di creare un effetto di profondità e lunghezza maggiore.

La divisione classica prevede tre parti principali: il podio, l'aula magna e la galleria del coro. Nonostante questa divisione, il programma tematico alla base i fonde in un tutt'uno improntato prevalentemente sui temi dell'elogio della conoscenza proveniente dalla saggezza di Dio e della glorificazione degli imperatori in quanto mecenati.

## Il podio

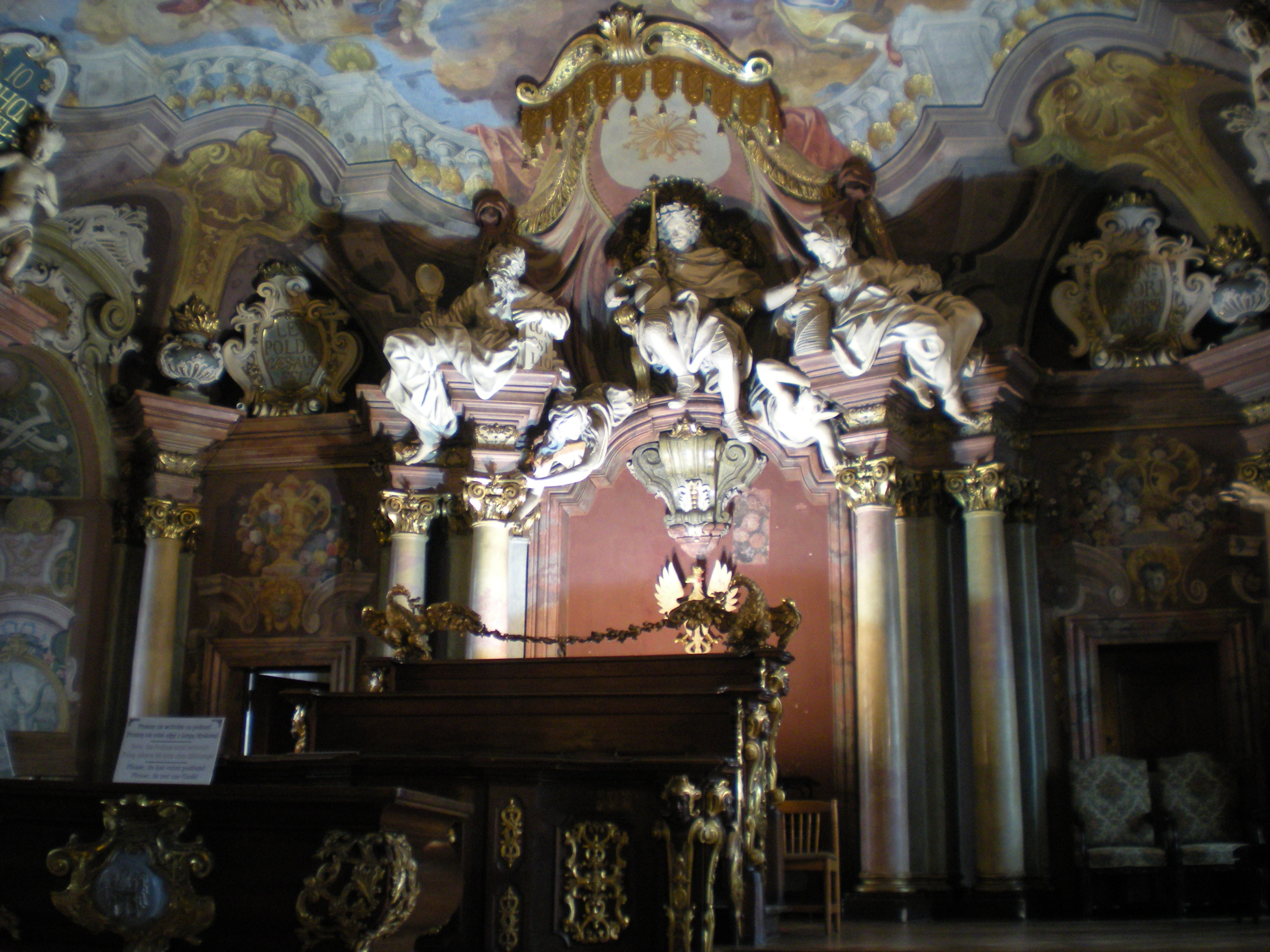
Podio

Al centro della volta, sotto un baldacchino sfarzosamente lavorato, si trova il grande gruppo scultoreo realizzato da Franz Joseph Mangoldt da Brno.

L'imperatore Leopoldo I siede sul trono nel mezzo con uno scettro, simbolo di potere nella mano destra ed una corona d'alloro, simbolo di fama sulla testa. 

Ai suoi lati siedono le personificazioni del suo motto personale: Consilio et Industria (conoscenza e lavoro), rispettivamente alla destra e alla sinistra dell'imperatore. Consilio ha le sembianze di un uomo anziano con il cuore che arde e che tiene in mano un libro ed uno specchio (simbolo di conoscenza, amore incondizionato e verità) mentre Industria appare come una donna che tiene stretto un alveare ed uno scettro(simbolo di diligenza ma allo stesso tempo di fortuna). 

Ai piedi di Leopoldo I troviamo altre due personificazioni: Discordia, la donna a sinistra che si agita con i capelli arruffati ed il seno scoperto ed Ignoranza a destra, giovane personaggio maschile con le orecchie d'asino. Le due figure vengono rappresentate mentre vengono violentemente scacciate dall'imperatore.

Su entrambi i lati, appoggiati a due colonne massicce troviamo le grandi statue di Giuseppe I (1705-1711) sulla sinistra e Carlo VI (1711-1740) sulla destra, rispettivamente figlio e successore dell'imperatore. La ricerca della simmetria tipica degli artisti barocchi è visibile anche qui, nella collocazione delle due grandi sculture ai lati opposti del podio.

I due sovrani sono ritratti in pose eroiche e portano entrambi l'armatura ed una corona d'alloro. Ai piedi di Giuseppe I sulla sinistra giace una maschera funebre a simboleggiare la sua morte precoce e la cessione della corona al secondogenito Carlo VI.

Gli affreschi sulla volta, dietro al baldacchino sono opera di Johann Christoph Handke, che si avvale qui del metodo della quadratura elaborato da Andrea Pozzo per sfruttare la limitata superficie pittorica e dare così l'idea di maggiore profondità. Handke inserisce in questo limitato spazio, un gran numero di figure ed altri elementi dinamici quali tendaggi, balaustre mobili e nuvole dalle rotondità accentuate.

L'affresco raffigura la Madonna con il piccolo Gesù in braccio che colpisce un serpente con la croce. Essi sono circondati da alcuni personaggi chiave quali San Giovanni Battista (santo patrono di Breslavia), San Giuseppe (santo patrono d'Austria), San Leopoldo (Santo patrono dell'Università di Breslavia) Santa Edvige (Santa patrona del Voivodato di Slesia). Sono inoltre presenti alcuni importanti esponenti della dottrina Gesuita quali Sant'Ignazio di Loyola e San Francesco Saverio.

Sulla sinistra, collocato vicino ad un'immagine dell'Accademia, troviamo il tipico motto monastico: Ad maiorem dei gloriam ("per la grande gloria di Dio").

## L'Aula magna

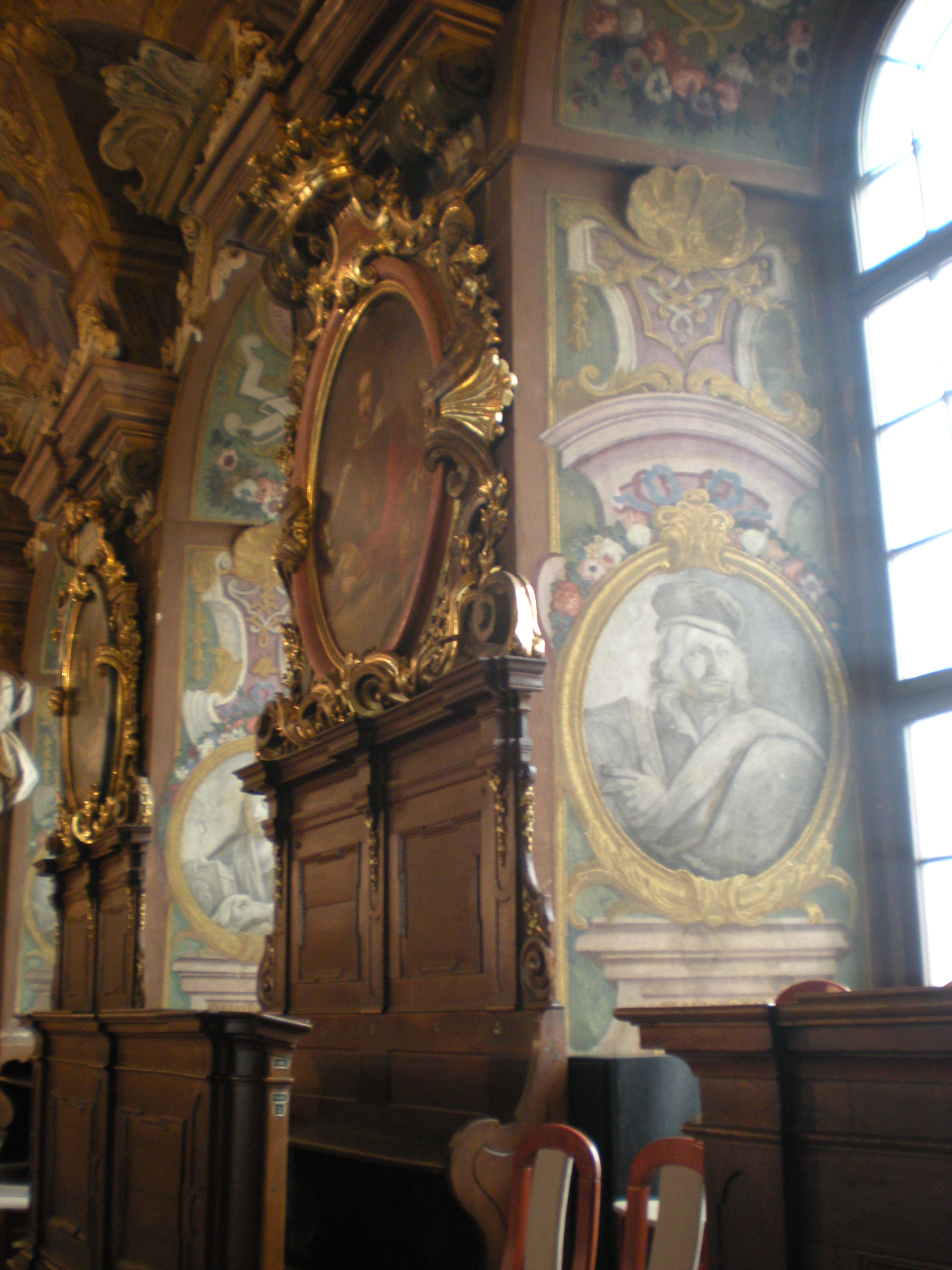
Dettaglio dell'aula magna

Nello spazio centrale e strutturalmente più grande dell'intera Aula Leopoldina troviamo più di cento ritratti sotto forma di affreschi sulla volta, medaglioni nei pilastri e dipinti su tela. I personaggi sono collocati a gruppi di quattro partendo dal podio fino alla galleria del coro.

Anche in questa zona viene ripreso il tema della glorificazione dell'insegnamento derivante dalla saggezza divina e insieme il tema dei santi patroni delle scienze e della rivisitazione enciclopedica del sapere.

Illustri rappresentanti di ogni branca della conoscenza e arte sono infatti i protagonisti di quest'area dedicata perlappunto ad ospitare studenti, alumni e professori durante importanti cerimonie. Tra i tanti troviamo rappresentanti dell'Antico Testamento come Esdra, Salomone, Mosé  e Davide o retorici e poeti come Ovidio, Cicerone, Demostene e Virgilio.

La volta è incorniciata da un colonnato che riesce nell'intento di creare uno spazio apparentemente più grande e simmetrico rendendo così possibile agli artisti di seguire la visione barocca alla base del progetto.

Al centro della volta possiamo vedere la colomba (simbolo dello Spirito Santo) con un'aureola sulla testa verso cui tutti i personaggi e l'osservatore stesso rivolgono lo sguardo. Essa costituisce il punto stabile della figura. Posizionata più in basso possiamo notare un personaggio seduto su un trono e con uno scettro in mano: esso rappresenta la personificazione della saggezza divina.

A seguire possiamo individuare la personificazione femminile delle dodici arti. Partendo dal podio troviamo le arti teoretiche (astronomia e geometria), le arti pratiche (aritmetica, grammatica, poesia, musica, retorica, dialettica), e le arti comuni(farmacia, tipografia, scultura e pittura).

Sui pilastri  si trovano oltre 36 busti dipinti di scrittori, oratori e poeti famosi sempre raggruppati in gruppi di quattro.

Come ultimo elemento troviamo un ciclo di otto ritratti su tela tra i quali quello di Franz Wentzl (rettore dell'accademia dal 1724 al 1726), Ferdinando I (1556-1564), Federico II di Prussia (1740-1786), papa Urbano VIII.

In origine erano presenti altri ritratti, come quello di papa Clemente XII o di Rodolfo II (1576-1612). Erano inoltre presenti ritratti di figure importanti legate ad eventi quali l'arrivo dei Gesuiti a Breslavia o la costruzione dell'università. Anche in tempi più recenti l'Aula Leopoldina ha subito danneggiamenti: nel 1997, in occasione della visita di Giovanni Paolo II a Breslavia numerosi dipinti sono stati trafugati.

## Galleria del coro

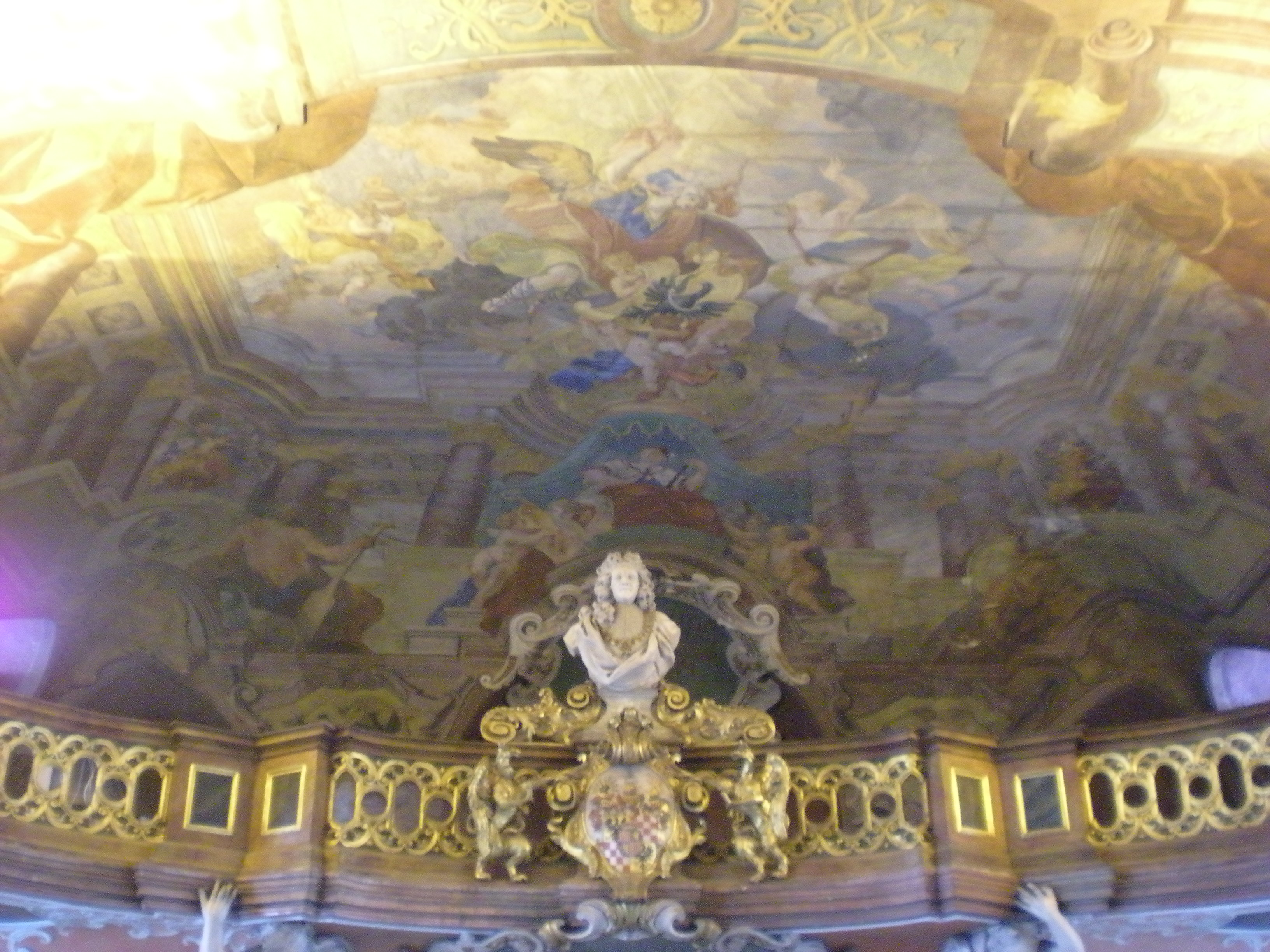
Affresco nella galleria del coro

La galleria del coro è situata all'estremità Est dell'Aula Leopoldina.

Due pilastri   sorreggono la balconata, ognuno dei quali arricchito da due sculture di Atlante  nell'atto di sostenere la struttura.

Posizionato al centro della balaustra troviamo un busto di Johann Anton Schaffgotsch, rappresentante dell'imperatore in ambito universitario. Il busto inoltre è situato esattamente alla stessa altezza della statua di Leopoldo I, nel podio, dalla parte opposta. Il grande onore elargito all'aristocrativo è probabilmente giustificato dalla sua parentela con la famiglia Piast, ducato ereditario di Slesia. L'importanza della sua persona è inoltre enfatizzata dagli stemmi reali dei ducati di Legnica e Brzeg situati sullo sfondo della balaustra.

La Slesia è anche protagonista degli affreschi della volta nella galleria del coro. È visibile infatti l'arcangelo Michele che, sbucando fuori dalle nubi con il suo scudo protegge l'intero Voivodato polacco, rappresentato come una terra florida e ricca (nell'immagine appare infatti una cornucopia dalla quale fuoriescono fiori e monete).

A seguire possiamo individuare una personificazione della Slesia in vesti aristocratiche collocata sotto un baldacchino circondata da cherubini che reggono un'insegna vescovile ai suoi piedi. A seguire possiamo notare le personificazioni delle divinità rappresentanti rispettivamente il fiume polacco Odra e la città di Breslavia.

La volta colorata enfatizza ed illumina il busto del governatore imperiale creando un piacevole effetto.
L'ultimo elemento della volta è una serie di ritratti di angeli che cantano e suonano svariati strumenti (tra cui la lira, l'arpa, il flauto ed il liuto), quasi a voler sottolineare la primaria funzione musicale a cui quest'area era adibita.

La cura scrupolosa degli artisti barocchi per la simmetria è dimostrata dalla presenza di finta una porta dipinta dietro il coro sul lato Nord. Le iniziali lì inserite informano lo spettatore a proposito della data di inizio dei lavori.